# Constâncio (cônsul em 327)
Flávio Constâncio (em latim: Flavius Constantius) foi um oficial romano do século IV, ativo no reinado dos imperadores Constantino I (r. 306–337) e Licínio (r. 308–324).

## Vida

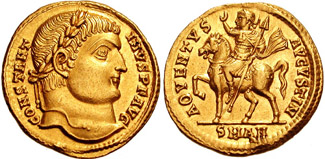
Soldo de Constantino r.

A julgar por seu nome, talvez era parente de Constantino. Entre 324 e 327, era prefeito pretoriano. Dedicou em algum ponto durante seu mandato uma estátua em Ancira, na Galácia, para Constantino "Vitorioso"; na inscrição da estátua é estilizado homem claríssimo. Deve ter servido como prefeito pretoriano no Oriente de 324 até 326 e então acompanhou Constantino para Roma e permaneceu na Itália como prefeito pretoriano de Constâncio César. Em 327, torna-se cônsul anterior com Valério Máximo.